# Rambla de Fuente-Álamo
Rambla de Fuente-Álamo är ett periodiskt vattendrag i Spanien.   Det ligger i provinsen Murcia och regionen Murcia, i den sydöstra delen av landet, 400 km sydost om huvudstaden Madrid.